# Conura maculata
Conura maculata är en stekelart som först beskrevs av Fabricius 1787.  Conura maculata ingår i släktet Conura och familjen bredlårsteklar. Inga underarter finns listade i Catalogue of Life.